# Дунав (зала)
Вижте пояснителната страница за други значения на Дунав.
Зала „Дунав“ е спортна зала на територията на Русе. Намира се непосредствено до стадион „Дунав“ в квартал Здравец.
Спортна зала „Дунав“ в Русе разполага с 1200 седящи места и се използва за провеждане на състезания по много видове спорт – баскетбол, волейбол, бойни спортове и др.
В спортна зала „Дунав" се предвижда основен ремонт през 2009 г.:
- поставяне на нова игрална настилка – материалът е бял бор (старата настилка е на 28 години)
- инсталиране на климатична инсталация (над 16 големи климатика), която поддържа постоянна температура от 26 градуса
- инсталиране на нови електронни информационни табла
- ремонт на покрива
- пребоядисване на фасадата